# بوبي شيرمان
روبرت كابوت شيرمان الابن (بالإنجليزية: Robert Cabot Sherman Jr.) أو بوبي شيرمان اختصارًا (بالإنجليزية: Bobby Sherman)، (ولد في 22 يوليو 1943) هو مغني أمريكي، عمل ممثلًا وشاعرًا في بعض الأحيان. كان خلال مراهقته في أواخر ستينيات وأوائل سبعينيات القرن العشرين أكثر المغنين شعبيةً.
ولد شيرمان في سانتا مونيكا، كاليفورنيا. وتخرج في 1961 من المدرسة الثانوية في برمنغهام في فان نويس في وادي سان فرناندو، وتلقى تدريباته الصوتية من كلية جورجيا لماسي للغناء والرقص، وتقع أيضا في وادي سان فرناندو.

## روابط خارجية
- بوبي شيرمان على موقع IMDb (الإنجليزية)
- بوبي شيرمان على موقع ميوزك برينز (الإنجليزية)
- بوبي شيرمان على موقع قاعدة بيانات الأفلام السويدية (السويدية)
- بوبي شيرمان على موقع إن إن دي بي (الإنجليزية)
- بوبي شيرمان على موقع أول ميوزيك (الإنجليزية)
- بوبي شيرمان على موقع ديسكوغز (الإنجليزية)
- بوبي شيرمان على موقع قاعدة بيانات الفيلم (الإنجليزية)
- بوبي شيرمان على موقع كينوبويسك (الروسية)